# Rudolf Mell
Rudolf Emil Mell (Gera, Thüringen, 16 februari 1878 – Berlijn, 1 december 1970) was een Duitse zoöloog en entomoloog die gespecialiseerd was in lepidopterologie, de studie van vlinders. Hij legde zich met name toe op de pijlstaarten en de fauna van China. Hij was oprichter en enige tijd directeur van de Duits-Chinese middelbare school in Canton (Guangzhou). Zijn verzameling pijlstaarten werd gekocht door Benjamin Preston Clark en wordt bewaard door het Carnegie Museum of Natural History in Pittsburgh. 

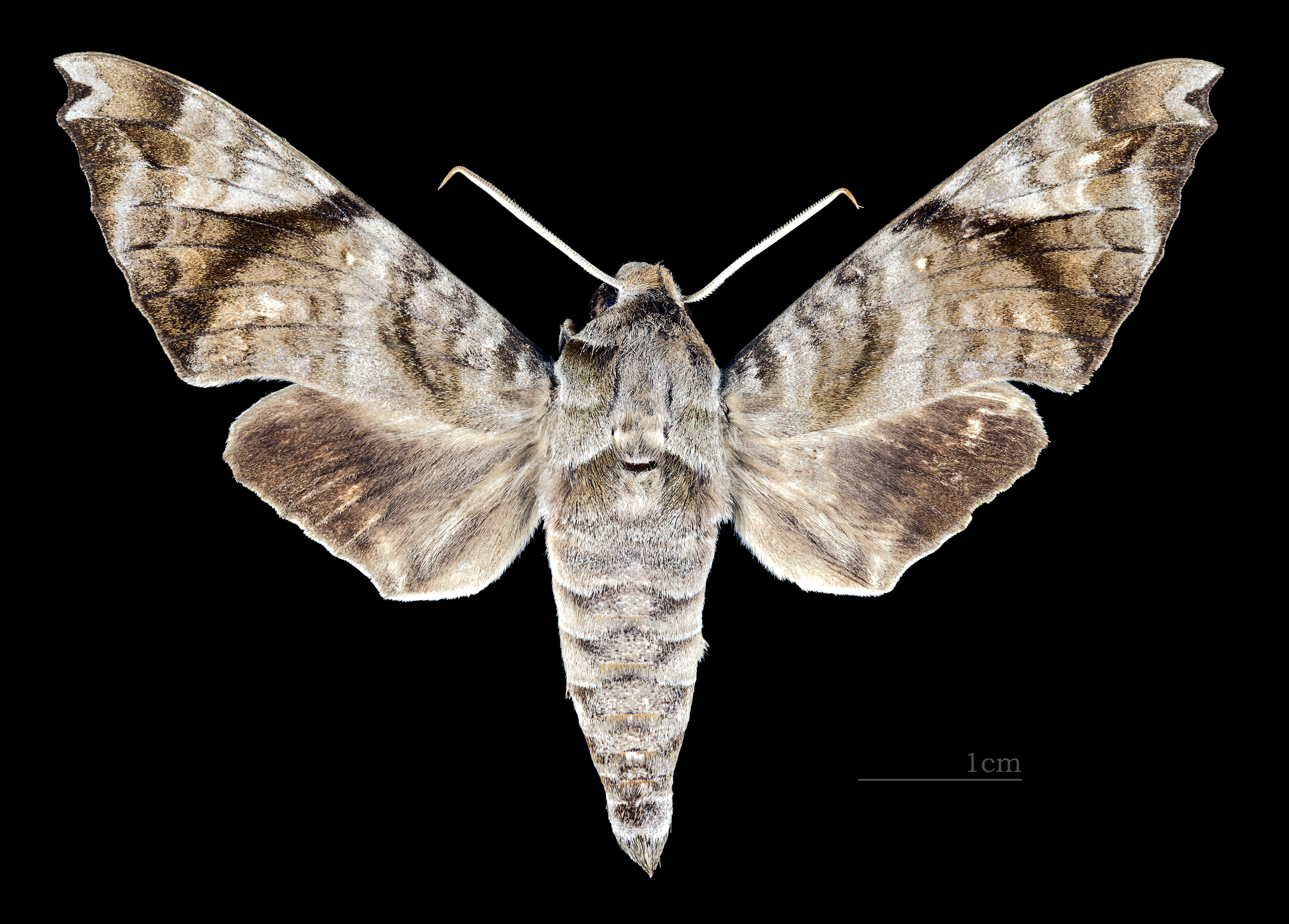
Acosmeryx pseudomissa
Mell, 1922

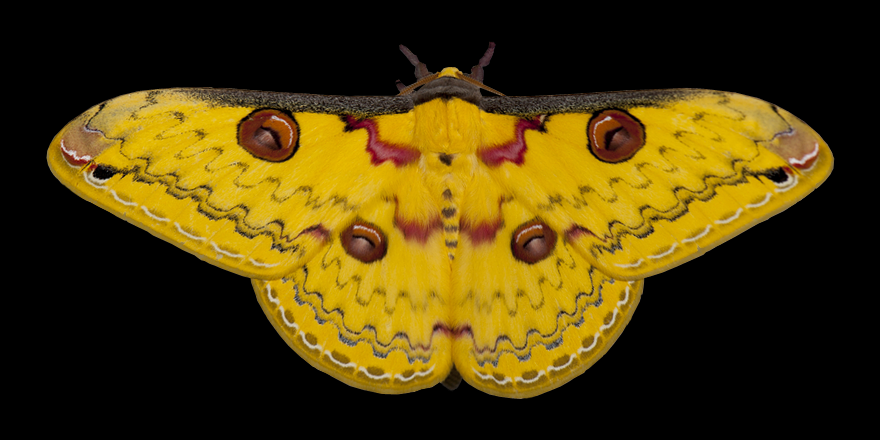
Loepa formosensis
Mell, 1938

## Taxa
Mell beschreef onder meer de volgende soorten:
- Actias chapae Mell, 1950
- Dahira hoenei (Mell, 1937)
- Rhodambulyx davidi Mell, 1939
- Cypa uniformis Mell, 1922
- Catocala pataloides Mell, 1931
- Catocala dejeani Mell, 1936
- Teinopalpus aureus Mell, 1923
- Mirina fenzeli Mell, 1939

## Werken
Een selectie van zijn publicaties: 
- Mell, Rudolf Emil, 1912 Eiablagen bei Insekten. Naturw. Wschr. 27(11).
- Mell, R.E. 1922. Neue südchinesische Lepidoptera. Deutsche Entomologische Zeitschriftt 1922: pp. 113–129.
- Mell, R.E. 1922 Beiträge zur Fauna sinica Biologie und systematik der südschinesischen sphingiden, zugleich ein versuch einer biologie tropischer lepidopteren überhaupt Berlin, R. Friedländer & sohn online
- Mell, Rudolf 1922 Beiträge zur Fauna Sinica. i. Die Vertebraten Südchinas; Feldlisten und Feldnoten der Säuger, Vögel, Reptilien, Batrachier. Archiv für Naturgeschichte 88 (10): pp. 1-134
- Mell, 1923 Noch unbeschriebene Lepidopteren aus Südchina (2) Deutsche Entomologische Zeitschrift 1923 (2): pp. 153-160
- Mell R. 1930. Beiträge zur Fauna sinica. V. Die Brahmaeiden und Eupterotiden Chinas. Deutsche Entomologische Zeitschrift 1929(5): pp. 337–494, pp. 3–12.
- Mell, R., 1930 Beiträge zur Lurch- und Kriechtierfauna Kwangsi's. S. Ber. naturf. Freunde 1929, pp. 310–332
- Mell, R. 1931. Lijst van Chinese slangen. Lingnan Sci. Jour., Canton, 8 [1929]: pp. 199-219.
- Mell, R. 1935. Beiträge zur Fauna sinica. XV. Zur Systematik und Oekologie der Sphingiden und Saturniiden von Chekiang (Samml. Höne). Mitteilungen aus dem Zoologischen Museum in Berlijn, 20: pp. 337–365.
- Mell, Rudolf Emil ([1935]): Beiträge zur Fauna sinica. XII. Die Euthaliini (Lepidoptera, Nymphalidae) Süd-und Südostchinas Deutsche Entomologische Zeitschrift 1934, blz. [225-251, 1 pl]
- Mell, R.E. 1937 Beiträge zur Fauna sinica. XIV. Ergänzungen zur Sphingiden-, Brahmaeiden- en Eupterotidenfauna Chinas (Lep. ). Deutsche Entomologische Zeitschrift 1937 (1-2): 1–19.
- Mell, R., 1938. Beiträge zur Fauna sinica. XVII. Inventur und ökologisches Material zu einer Biologie der südchinesischen Lepidopteren. Deutsche Entomologische Zeitschrift 1938 (2): 197-345. waaronder Die Papilioniden Südchinas
- Mell, Rudolf Emil 1939 Beiträge zur Fauna sinica. XVIII. Noch unbeschriebene chinesische Lepidopteren (V). Deut. ent. Zeit. [Iris] 52 (3/4), pp. [135-152]
- Mell, Rudolf Emil, 1943 Inventur und ökologisches Material zu einer Biologie der südchinesischen Pieriden. Beiträge zur Fauna sinica
- Rudolf Mell, 1947 Mussestunden am Tropenrande - Ein Biologe erlebt China (1947) Condor-Verlag
- Mell, Rudolf Emil (1950): Artbildung durch physiologische Differenzierung (chemotaktische Antizipation) in der Gattung Rhopalocampta Wall. (Lepidopt. Hesperiidae). Bonn. zool. Beitr. 1, pp. [86-91, 1 pl, 1 fig]
- Rudolf Mell, 1951 Der Seidenspinner Verlag Akademische Verlagsgesellschaft Geest & Portig Leipzig
- Rudolf Mell, 1955 Wochenend am Wendekreis.Begegnungen mit Tieren im Reiche des Drachen (Ontmoetingen met dieren in het Koninkrijk van de Draak) Franckh'sche Verlagshandlg., Stuttgart
- Mell, R. 1958. De Geschichte der Ostasiatische Lepidopteren I. Die Hebing Zentralasiens, de westchinesische Refugium zentralasiatischer Abkömmlinge en de Verbreitungsachse Sikkim / Kashiaberge - Zentralformosa (Achse V). Beiträge zur Fauna sinica XXV. Deutsche Entomologische Zeitschrift, Berlijn (NF), 5: 185-213.
- Rudolf Mell, 1960 Bergwaldtiere am Tropenrand  (Bergbosdieren aan de rand van de tropen) Stuttgart Franckh'sche Verlagsbuchhandlung